# Стасюк, Денис Николаевич
Денис Николаевич Стасюк (род. 2 сентября 1985) — российский хоккеист, нападающий.

## Биография
Начинал заниматься хоккеем в Ангарске, воспитанник новокузнецкого «Металлурга», выступал за команду в сезонах 2002/03 — 2003/04, 2005/06 — 2010/11. Играл в командах ВХЛ «Ермак» Ангарск (2010/11), «Рубин» Тюмень (2011/12 — 2013/14), «Сарыарка» Караганда (2014/15), «Торпедо» Усть-Каменогорск (2016/17). Выступал за «Амур» Хабаровск (2016/17, КХЛ), в чемпионате Казахстана за «Арлан» (2016/17), «Кулагер» (2017/18 — 2020/21), «Торпедо» Усть-Каменогорск (2021/22).
На драфте НХЛ 2003 года был выбран в 6-м раунде под общим 171-м номером клубом «Флорида Пантерз».